# 土屋芳雄
土屋芳雄(日语：つちやよしお、1911年10月1日 - 2001年10月30日)在對日抗戰期間，為日本滿洲獨立守備隊的一員，後來到了憲兵隊，在东北屠殺了許多的中國人。
1945年日本投降，他被關入撫順戰犯管理所，直到1956年，土屋芳雄被釋放回日本，回到日本之後從事農業工作，參加了中國歸還者聯絡會，並接連出版了四本書籍，包括《半生的悔悟》、《我對侵略中國的悔悟與謝罪》、《關東軍對中國東北的侵略》、《訪中謝罪紀錄》等，接受朝日新聞山形支局記者的訪問講述在中國的體驗，連載從1984年8月到1985年4月為止，共183回，1990年，前往中國東北向遺族謝罪。在2001年公開的紀錄片電影「日本鬼子」做出證言。真正的對自己當初在中國日本的暴行感到後悔，並且致力於告訴世人當初日本人在中國東北的殘酷行為。

## 著作
- 《半生的悔悟》
- 《我對侵略中國的悔悟與謝罪》
- 《關東軍對中國東北的侵略》
- 《訪中謝罪紀錄》

## 關連項目
- 中國歸還者聯絡會
- 篠塚良雄
- 日本鬼子：日中15年戰爭·原皇軍士兵的告白